# Венгеровский сельсовет
Венгеровский сельсовет — сельское поселение в Венгеровском районе Новосибирской области Российской Федерации.
Административный центр — село Венгерово.

## История
Статус и границы сельского поселения установлены Законом Новосибирской области от 2 июня 2004 года № 200-ОЗ «О статусе и границах муниципальных образований Новосибирской области»

## Население
| 2002  | 2010  | 2012  | 2013  | 2014  | 2015  | 2016  |
| ----- | ----- | ----- | ----- | ----- | ----- | ----- |
| 7165  | ↘7035 | ↘6928 | ↘6860 | ↘6691 | ↘6667 | ↘6616 |
| 2017  | 2018  | 2019  | 2020  | 2021  |       |       |
| ↗6671 | ↗6707 | →6707 | ↘6696 | ↘6090 |       |       |

## Состав сельского поселения
| № | Населённый пункт | Тип населённого пункта       | Население |
| - | ---------------- | ---------------------------- | --------- |
| 1 | Венгерово        | село, административный центр | ↘6090     |